# Gläserner Mensch (Datenschutz)

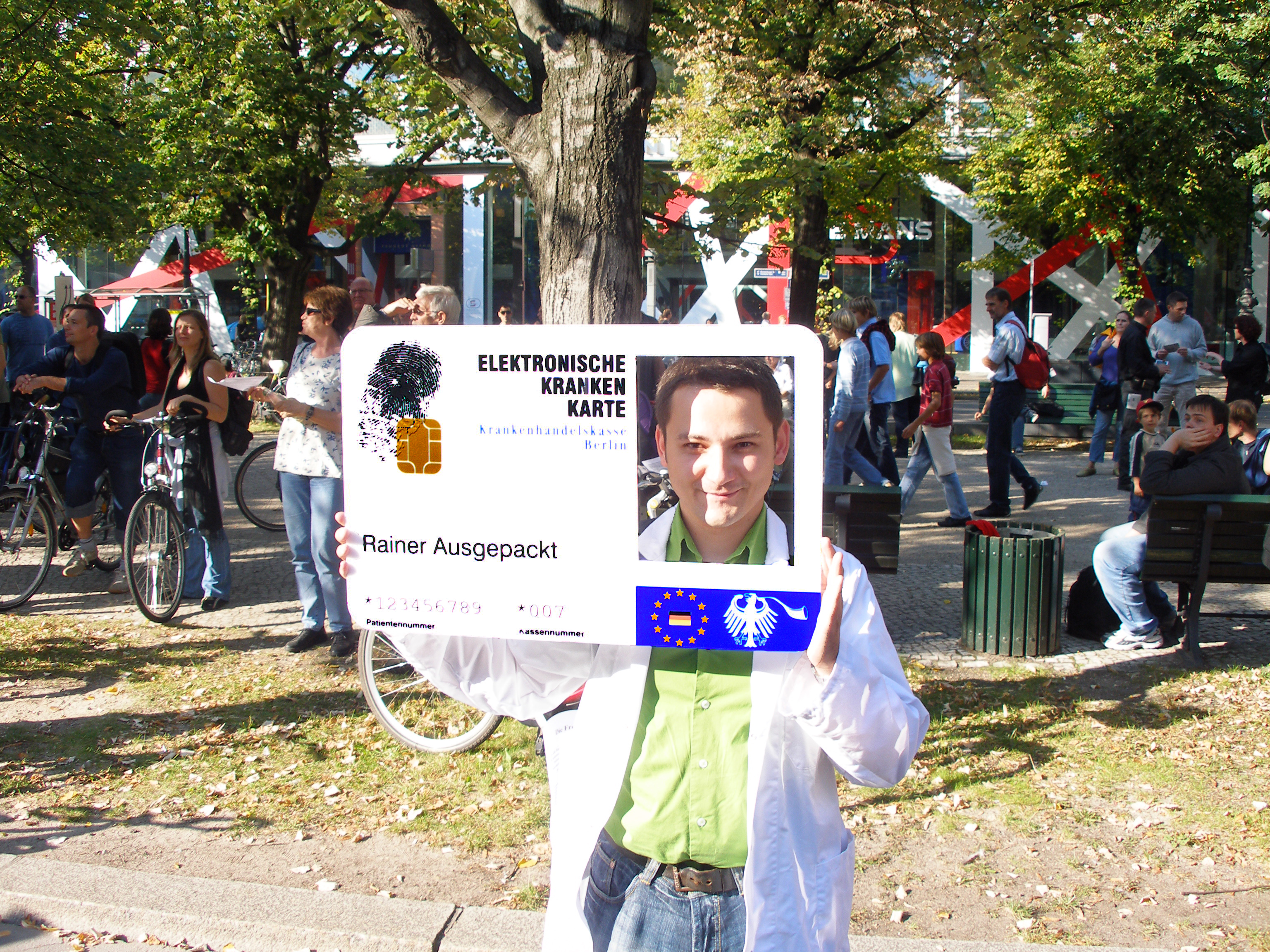
Darstellung des gläsernen Patienten auf der Demonstration Freiheit statt Angst

Die Bezeichnung Gläserner Mensch wird vor allem als Metapher des Datenschutzes verwendet, die für die als negativ empfundene vollständige „Durchleuchtung“ der Menschen und ihres Verhaltens durch einen überwachenden Staat steht.

## Allgemeines
Der ursprüngliche Begriff wurde zunächst in der Diskussion zum Volkszählungsgesetz von 1982 in Deutschland gebraucht und steht seitdem als ein Sinnbild für die ausufernde und übergriffige Sammlung personenbezogener Daten von öffentlichen und privaten Stellen, insbesondere auf Vorrat. Aufmerksamkeit erlangte das Konzept in jüngerer Zeit vor allem durch die NSA-Überwachungsaffäre, die im Jahr 2013 von Edward Snowden aufgedeckt worden war.
Die Verwender dieses Begriffes verweisen auf die zunehmende Überwachung der Menschen, neue technische Überwachungsmethoden sowie das steigende Interesse des Staates an Informationen über seine Bürger. Sie befürchten einen vollständigen Verlust der Privatsphäre sowie des Rechtes auf informationelle Selbstbestimmung und eine daraus resultierende Anpassung der Menschen an das vom Staat als normgerecht vorgegebene Verhalten (Opportunismus). Diese Entwicklung wird auch durch den unbedachten Umgang mit dem Internet begünstigt: Meldet sich ein Nutzer bei mehreren sozialen Netzwerken oder ähnlichen Diensten aus dem Bereich sozialer Software unter demselben Nutzernamen an und gibt Informationen über sich preis, so ist es schon bald danach mithilfe allgemeiner Suchmaschinen oder Personensuchdiensten möglich, die einzelnen Persönlichkeitsaspekte zu einem Gesamtbild zusammenzusetzen.
Der Begriff wird in verschiedenen abgewandelten Formen verwendet: Am gebräuchlichsten ist die Bezeichnung Gläserner Bürger. Im Zusammenhang mit der staatlichen Kontenabfrage, die durch das Gesetz zur Förderung der Steuerehrlichkeit ermöglicht wurde, wird vom Gläsernen Steuerzahler oder Gläsernen Bankkunden gesprochen.
In einem dazu konträren Zusammenhang wird auch vom Gläsernen Abgeordneten gesprochen, durch den politische Vorgänge für die Wähler transparenter werden könnten. Hier geht es nicht darum, dass der Bürger für den Staat, sondern dass der Staat für den Bürger transparent wird.
Mittlerweile wird das Bild vom Gläsernen Menschen auch auf die zunehmende „Durchleuchtung“ der Menschen durch nichtstaatliche Einrichtungen und Wirtschaftsunternehmen angewandt: Im Gesundheitswesen ist vom Gläsernen Patienten die Rede, Gewerkschaften befürchten den Gläsernen Mitarbeiter oder gar ganze Gläserne Belegschaften und Verbraucherschützer warnen in der Diskussion um den Verbraucherdatenschutz vor dem Gläsernen Kunden.
Für einen Zustand, in dem es keine Privatsphäre mehr gibt und Datenschutz nicht mehr greift, wird bisweilen der Ausdruck Post-Privacy verwendet.
Eine weitere Bedeutung stammt aus dem Bereich der Bioethik, in der man unter dem Gläsernen Menschen die Analyse seiner DNA versteht, die Aufschluss über viele körperliche Eigenschaften eines Menschen gibt.
Ursprünglich wurden die Ende der 1920er Jahre vom Deutschen Hygiene-Museum in Dresden entwickelten anatomischen Menschenmodelle aus durchsichtigem Kunststoff als Gläserner Mensch bezeichnet.